# Eucalyptus pryoriana
Eucalyptus pryoriana är en myrtenväxtart som beskrevs av Lawrence Alexander Sidney Johnson. Eucalyptus pryoriana ingår i släktet Eucalyptus och familjen myrtenväxter. Inga underarter finns listade i Catalogue of Life.